# Paysage africain
Paysage africain (allemand : Afrikanische Landschaft) est un tableau réalisé par le peintre allemand August Macke en 1914. 
Cette huile sur toile est un paysage urbain exécuté à l'occasion d'un voyage en Tunisie avec Paul Klee et Louis Moilliet, d'où son titre alternatif de Paysage tunisien (allemand : Tunesische Landschaft).
Elle représente Saint-Germain, près de Tunis, avec dans le lointain des montagnes. L'œuvre est conservée depuis 1951 à la Kunsthalle de Mannheim, à Mannheim, dans le Bade-Wurtemberg.